# Eustromula keiferi
Eustromula keiferi là một loài bọ cánh cứng trong họ Cerambycidae.